# Red Valley Festival
Il Red Valley Festival (RVF) è un festival crossover di musica pop, urban, rap e dance nato in Sardegna nel 2015. Suddiviso in quattro giornate, la manifestazione si svolge ogni anno a cavallo di Ferragosto; dal 2022 ha sede ad Olbia (SS), presso l'area concerti Olbia Arena.
Dal 2015 al 2019, per le prime 5 edizioni, il festival si è svolto nel piazzale delle Rocce Rosse di Arbatax (Tortolì), mentre le edizioni 2020 e 2021 sono state rinviate a causa della pandemia di COVID-19.
Dalla prima edizione del 2015, il palco del Red Valley Festival ha accolto centinaia di artisti e DJs di rilievo internazionale, tra cui Martin Garrix, Black Eyed Peas, Paul Kalkbrenner, Steve Aoki, Sean Paul, Dimitri Vegas & Like Mike, Sebastian Ingrosso, Will Sparks, Alok, oltre a noti cantanti, rapper e DJs italiani quali Salmo, Lazza, Blanco, Sfera Ebbasta, Madame, Irama, Max Pezzali, Elodie, Geolier, Marracash, Fabri Fibra, Articolo 31, Pinguini Tattici Nucleari, Gigi D'Agostino, Benny Benassi, Emis Killa, Deejay Time, e molti altri.
Durante la sesta edizione del 2022, svoltasi dal 12 al 15 agosto, il Festival ha raggiunto un’affluenza di oltre 70.000 persone suddivise nelle quattro giornate. Questo record è stato poi superato durante la settima edizione, quando hanno partecipato al festival oltre 105.000 persone tra il 12 e il 15 agosto 2023. Record che non è durato neppure un anno, perché nel terzo anno ad Olbia, ottava edizione del festival, dal 14 al 17 agosto 2024, sono stati oltre 118.000 gli spettatori accorsi nelle quattro serate.

## Storia

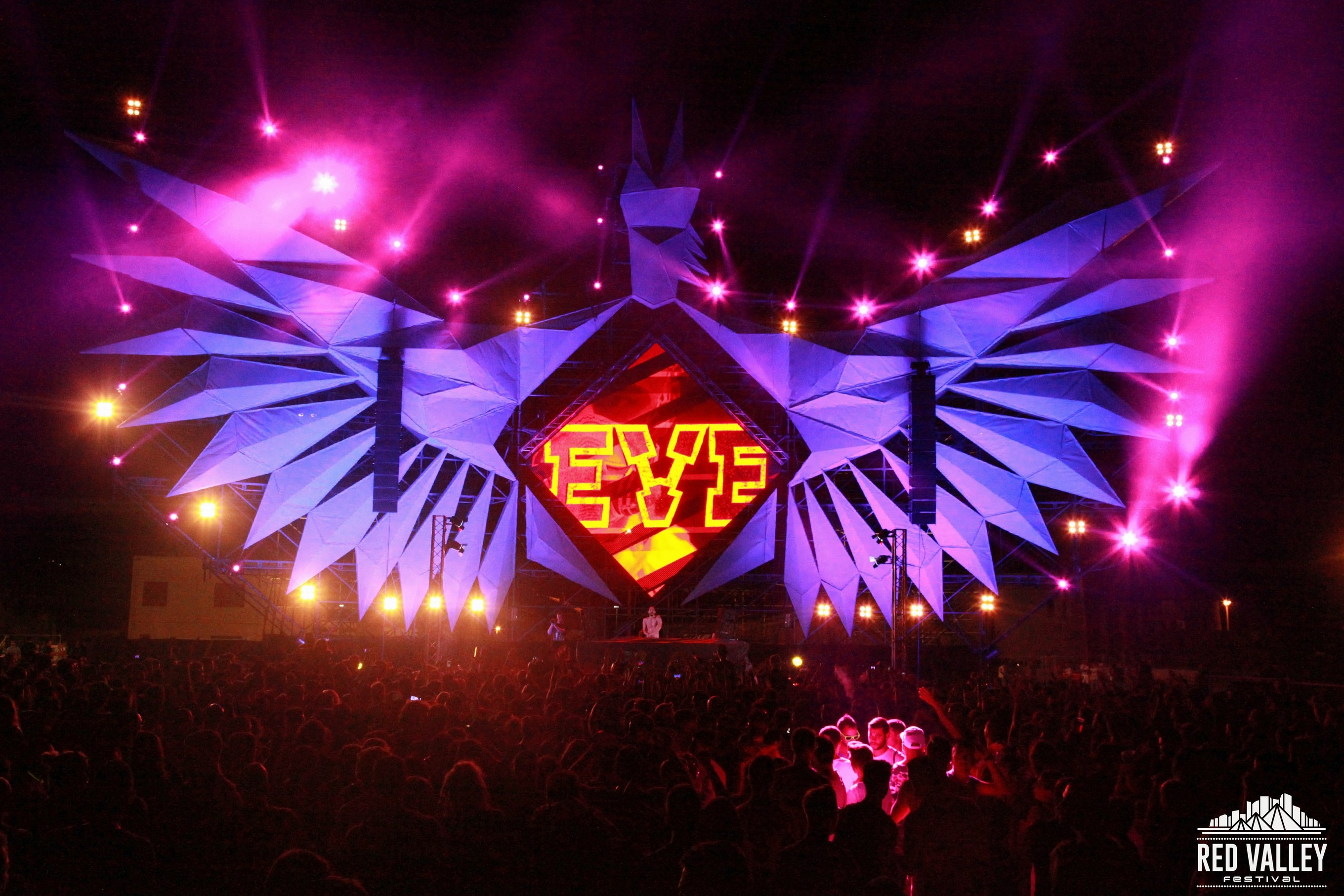
Il palco "Phoenix Stage" della prima edizione del Red Valley Festival 2015

### Edizione 2015
La prima edizione del Red Valley Festival si è svolta il 5 e il 6 agosto nel piazzale Rocce Rosse di Arbatax. Per l’occasione fu allestito il palco Phoenix Stage, simbolo di ogni edizione successiva del festival e composto inizialmente da 16 metri di altezza, 35 di larghezza, oltre 150 luci e 250 mq di scenografia, 5 laser e 60 mq di ledwall.
L’edizione inaugurale del Red Valley Festival ha visto esibirsi le guest star mondiali Deorro (5 agosto) e Steve Aoki (6 agosto) e altri DJ di supporto. Durante la prima edizione sono state registrate circa 7000 presenze totali nei due giorni.

### Edizione 2016
Durante la seconda edizione le serate sono aumentate fino a 4 e per la prima volta si è registrata la presenza (oltre ai DJ di musica elettronica) di artisti di generi differenti. Durante gli eventi sempre svolti nel piazzale Rocce Rosse di Arbatax, si sono esibiti artisti come Sebastian Ingrosso, Deejay Time (Albertino, Fargetta, Molella, Prezioso), Baby K.

### Edizione 2017
La terza edizione del Red Valley Festival si è svolta con modalità quasi identiche alla precedente. Vi hanno partecipato, tra gli altri,Merk & Kremont, Molella, Benny Benassi e W&W.

### Edizione 2018

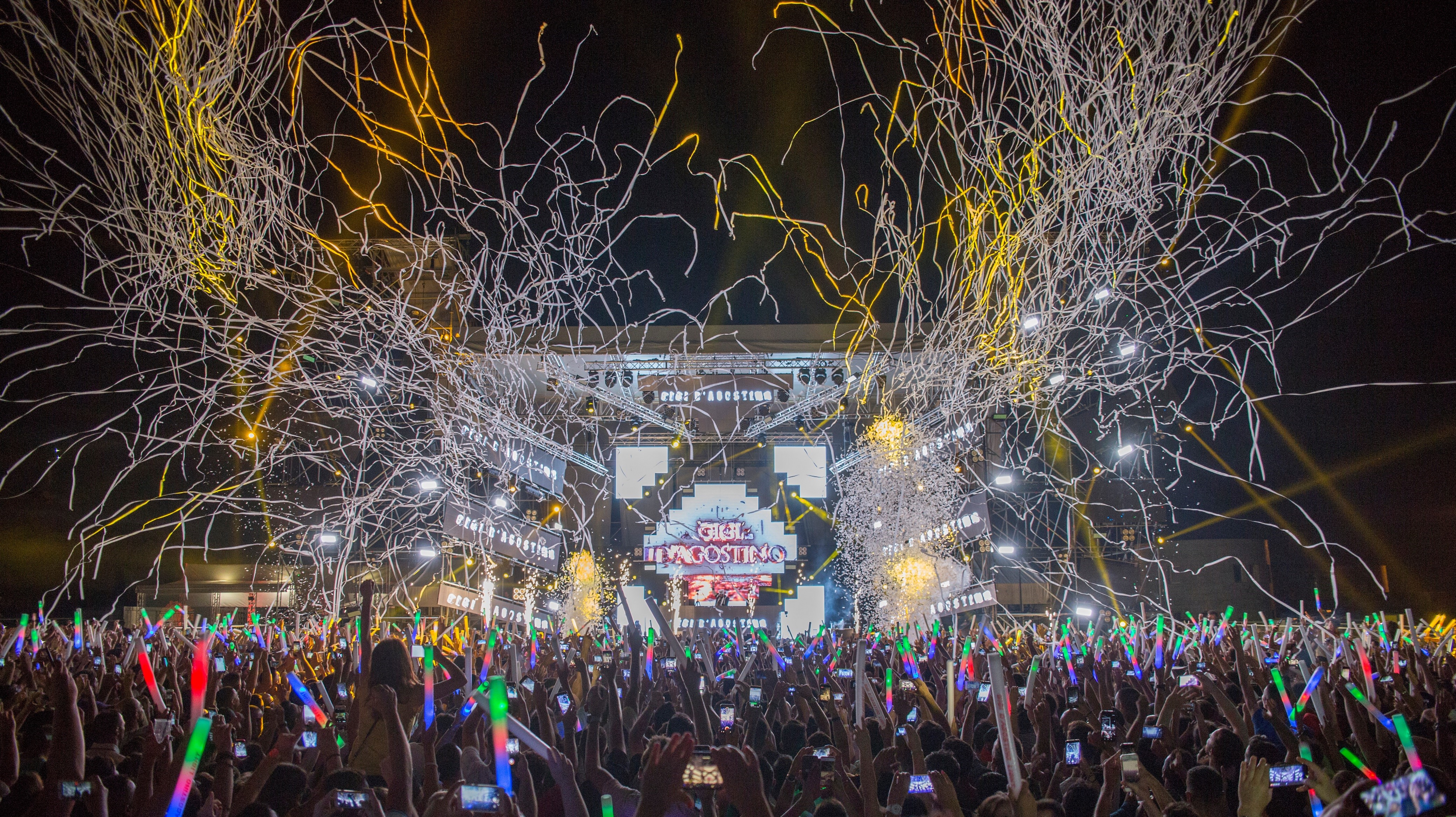
Il palco del Red Valley Festival 2018 durante l'esibizione di Gigi D'Agostino

La quarta edizione del Red Valley Festival è andata in scena dall’11 al 14 agosto 2018. Gli headliners principali di questa edizione per le singole serate erano:
- 11 Agosto: Gigi D'Agostino[16],
- 13 Agosto: la Dark Polo Gang[17]
- 14 Agosto: Sean Paul[18]

Durante questa edizione si è registrata un’affluenza di circa 20.000 persone durante l'intera manifestazione, il numero più alto raggiunto dall'evento, superato l'edizione successiva con 30.000 persone e infine dall'edizione 2022 con 70.000 persone.

### Edizione 2019

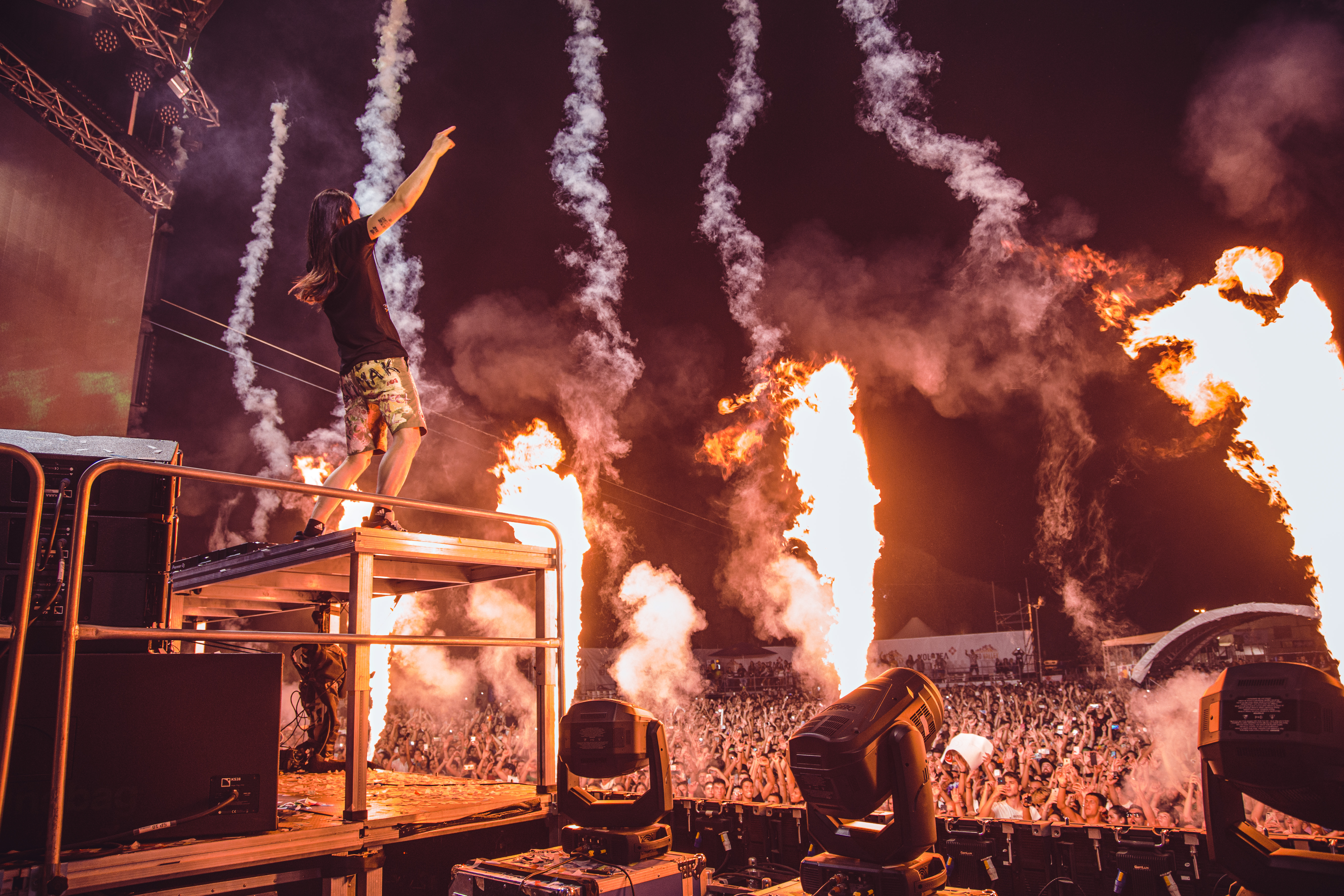
Steve Aoki sul palco del Red Valley Festival 2019

La quinta edizione del Red Valley si è svolta dal 15 al 17 agosto 2019 sempre ad Arbatax. Nel palco, ingrandito per l'occasione, si sono esibiti i DJ set di Gigi D'Agostino (15 agosto), Steve Aoki, Will Sparks, la Deejay Time (Albertino, Fargetta, Molella, Prezioso) e il rapper Emis Killa il giorno successivo.
Il 17 agosto, per la serata di chiusura del festival, si è esibito il rapper Salmo, con l’unica data in Sardegna del suo “Playlist Summer Tour”.
Nella prima serata del 14 agosto avrebbe dovuto esibirsi la guest star internazionale David Guetta. Tuttavia, il giorno prima dello spettacolo, il DJ francese ha comunicato, attraverso i suoi canali ufficiali, la cancellazione del suo show in programma al Red Valley a causa di un’intossicazione alimentare che ha costretto Guetta, sotto consiglio del proprio medico, a uno stop forzato di due giorni.

### Edizioni 2020-2021 - Red Valley Sea Party

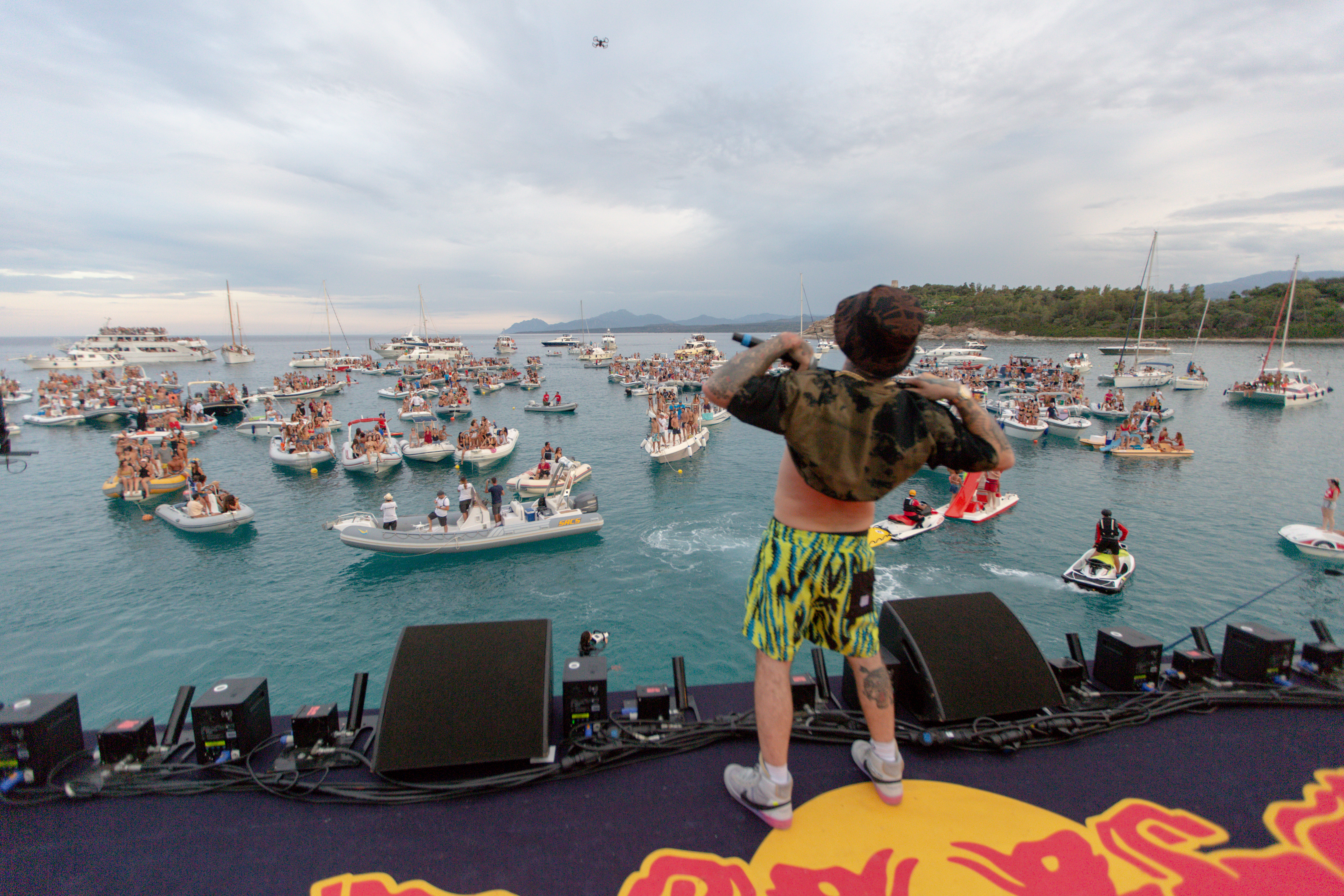
Salmo sulla barca-palco del Red Valley Sea Party 2020

A causa dello sviluppo della Pandemia di Covid-19, l’edizione 2020 del Red Valley Festival è stata rinviata al 2021. Visto il perdurare della situazione e le restrizioni imposte dalle autorità competenti in ambito di grandi eventi pubblici, anche l’edizione 2021 è stata rinviata all’anno successivo.
Tuttavia nel 2020, all'interno della baia di Porto Frailis vicino ad Arbatax, si è tenuto in mezzo al mare il concerto "Red Valley Sea Party", con protagonisti gli artisti italiani Salmo, Ghali ed altri a bordo di un’imbarcazione-palco principale, circondata da altrettanti natanti (gommoni, barche passeggeri, barche a vela) da cui assisteva il pubblico.
Il concerto in mare ha visto la partecipazione di circa 2000 persone su 180 barche ed è stato il primo "Boat Party" mai realizzato in Sardegna, oltre alla prima manifestazione musicale post emergenza covid.
Nel 2021, invece, non vi sono state altre edizioni spin-off del Red Valley Festival.

### Edizione 2022

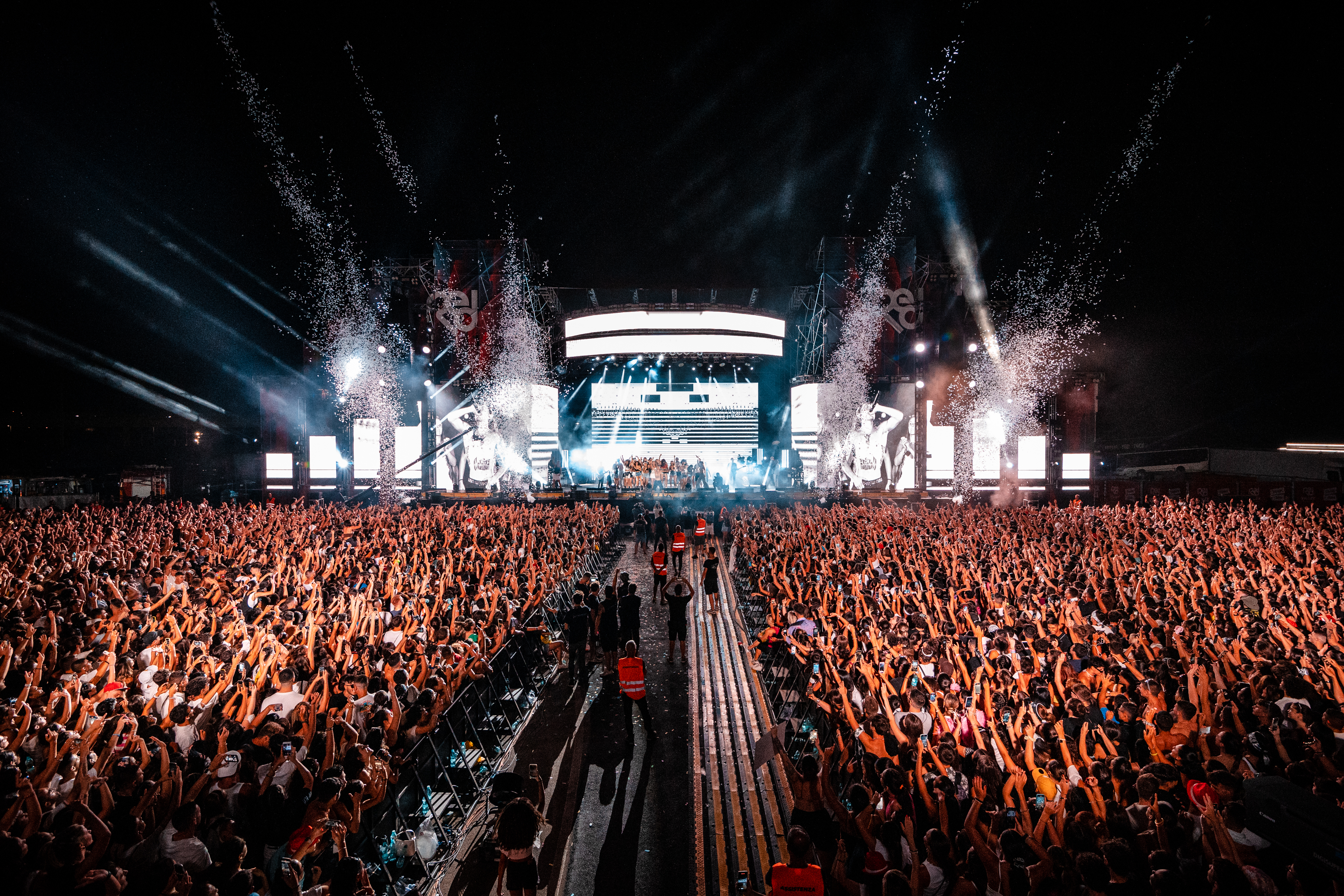
Il palco "Volcano Stage" del Red Valley Festival 2022 durante l'esibizione di Blanco

La sesta edizione del Red Valley Festival si è svolta dal 12 al 15 agosto 2022 ad Olbia, presso una nuova sede: l'Olbia Arena, una vasta area di 13mila metri quadri situata nella zona industriale della città.
Nel nuovo luogo si è vista la partecipazione di artisti come i rapper Salmo, Blanco, Fabri Fibra, Marracash, Irama, Mr. Rain, Rhove, i dj internazionali Martin Garrix, Matisse & Sadko, Justin Mylo, Dimitri Vegas & Like Mike, il gruppo Pinguini Tattici Nucleari e il cantante Max Pezzali.
L’edizione ha visto la partecipazione di oltre 70.000 persone.

Il 3 ottobre 2022 viene rilasciato sulla piattaforma statunitense di video on demand Prime Video il docufilm "Red Valley: Siamo Quello Che Ascoltiamo", ambientato durante l'edizione 2022 del Red Valley Festival. La pellicola, diretta dal regista Olmo Parenti e prodotta da Red Carpet Group, ripercorre i momenti salienti della kermesse insieme a interviste esclusive agli artisti protagonisti del festival: Blanco, Fabri Fibra, Il Tre, Irama, Marracash, Mr Rain, Pinguini Tattici Nucleari, Salmo e i manager Paola Zukar e Shablo.

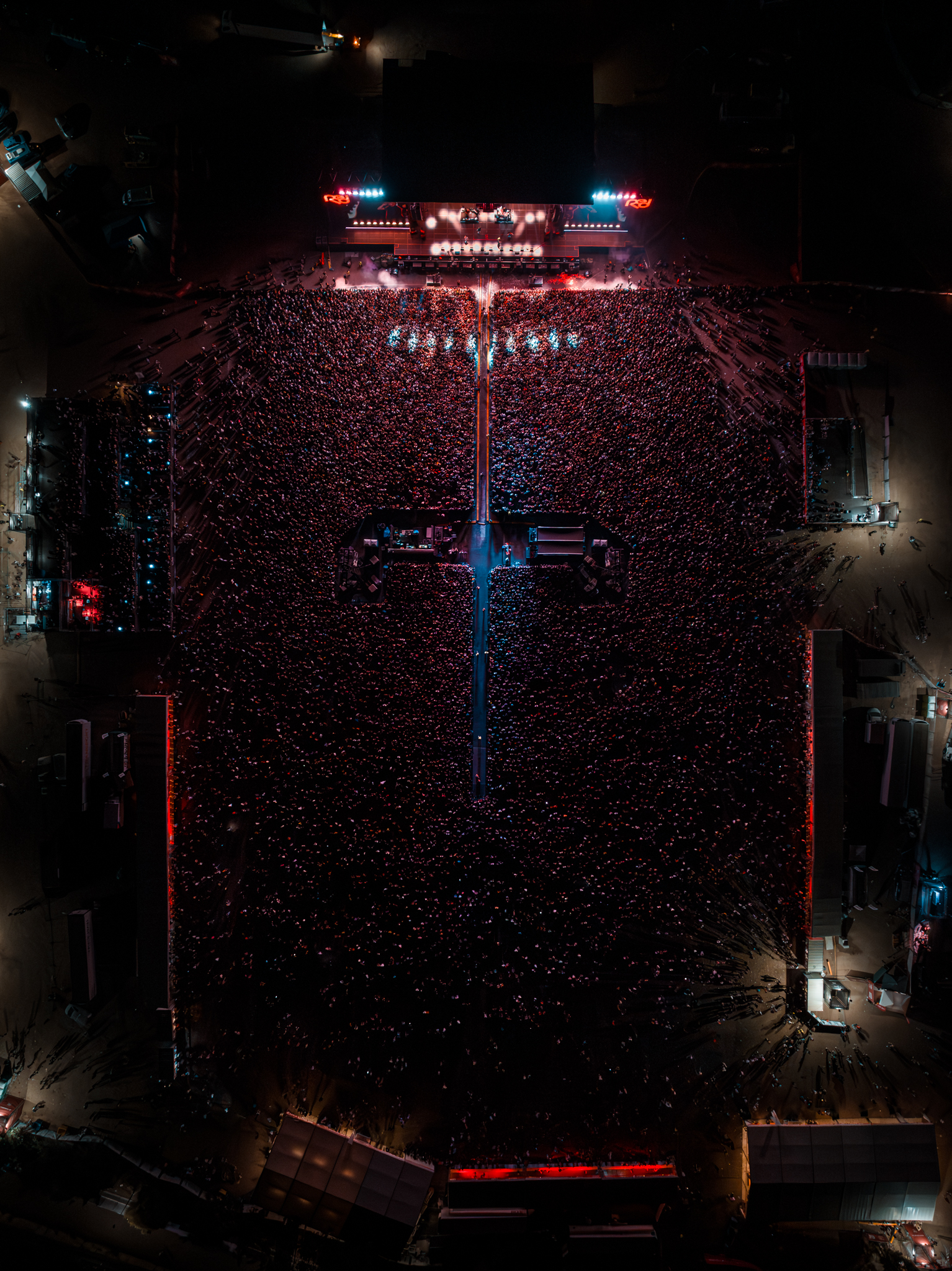
L'Olbia Arena vista dall'alto durante il Red Valley Festival 2023

### Edizione 2023
La settima edizione del Red Valley Festival si è svolta dal 12 al 15 agosto 2023 ad Olbia, presso la già collaudata area concerti dell'Olbia Arena, in collaborazione con il main partner Amazon Music.
Con quattro serate su quattro sold-out e oltre 25.000 presenze giornaliere, sul palco "Volcano Stage" sono saliti oltre 50 artisti di svariati generi musicali. Dagli ospiti internazionali Black Eyed Peas, Alok e Paul Kalkbrenner, fino ai numerosi volti noti della scena rap e urban nazionale, come Lazza, Sfera Ebbasta, Geolier, Salmo, Ernia, Articolo 31, Paky, Emis Killa, Il Tre, Diss Gacha, Guè, Madame, Rose Villain, Anna, passando per altrettanti artisti indie pop come i Pinguini Tattici Nucleari, Elodie, Tananai, Levante, Angelina Mango, Naska, Chiamamifaro, Shari, Mara Sattei, Gaia, per concludere con i DJ set di Merk & Kremont, Il Pagante, Shablo, Wlady, Rudeejay, Miles, Edmmaro, Damianito, Damante, Hu, Room9, Botteghi e Mamacita, accompagnati da alcuni artisti locali in apertura.
L'edizione ha visto la partecipazione totale di oltre 105.000 persone

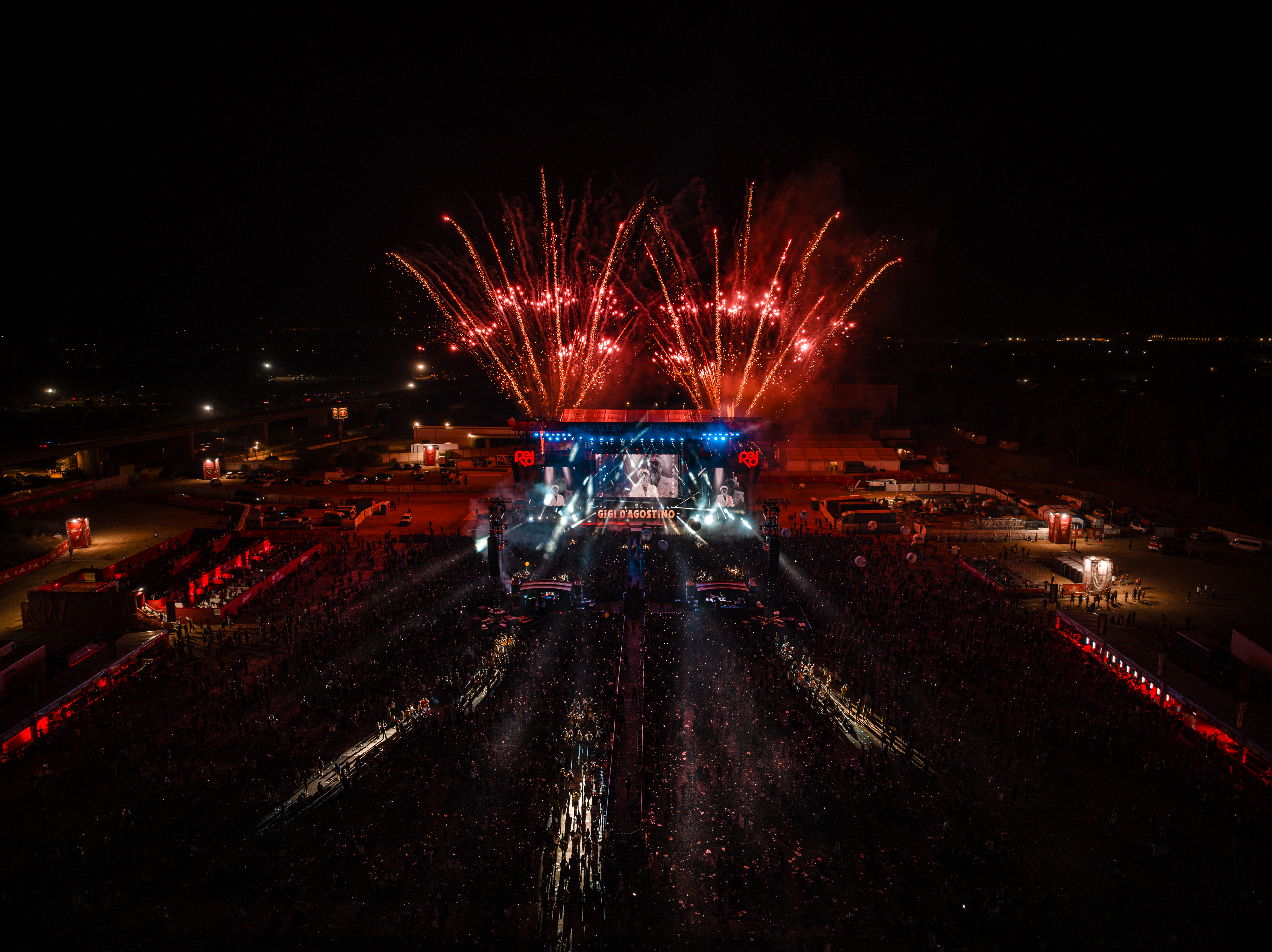
Il palco del Red Valley Festival 2024 durante l'esibizione di Gigi d'Agostino

### Edizione 2024
L'ottava edizione del Red Valley Festival si è svolta dal 14 al 17 agosto 2024, sempre all'interno dell'area concerti dell'Olbia Arena.
Durante le quattro serate in programma, il palco Volcano Stage e il nuovo B-Stage hanno ospitato oltre 50 artisti: dagli ospiti internazionali Macklemore, Charlotte de Witte e Solomun, fino ai protagonisti della scena musicale italiana Geolier, Lazza (protagonista a sorpresa con un secret-show, durante cui ha spoilerato per la prima volta il brano Verdi nei Viola contenuto nel disco uscito successivamente Locura), Annalisa, Club Dogo, Salmo & Noyz Narcos, Coez & Frah Quintale, Sfera Ebbasta, Ghali, Tony Effe, Irama, Anna, Gigi d'Agostino, Tony Boy, Rose Villain, Il Tre, Gemitaiz, Drillionaire, Kid Yugi, Gazzelle, Max Pezzali, Tommaso Paradiso e tanti altri.
L'edizione ha visto la partecipazione totale di oltre 118 mila persone, superando il record dell'anno precedente.

### Edizione 2025
La nona edizione del Red Valley Festival (la decima in totale, considerando anche lo spin-off Red Valley Sea Party 2020), è in programma dal 13 al 16 agosto 2025 sempre presso l'Olbia Arena.